# Wasenmeisterei (Schwabach)
Wasenmeisterei ist eine Wüstung auf dem Gemeindegebiet der kreisfreien Stadt Schwabach (Mittelfranken, Bayern).

## Geographische Lage
Die Einöde lag am rechten Ufer der Schwabach auf einer Höhe von 325 m ü. NHN an der Vicinalstraße, die nach Schwabach (1,2 km westlich) bzw. über Penzendorf (2 km östlich) nach Wendelstein führte.

## Geschichte
Gegen Ende des 18. Jahrhunderts bestand Wasenmeisterei aus einem Anwesen. Das Hochgericht übte das brandenburg-ansbachische Oberamt Schwabach aus. Das Anwesen war das Fallhaus der Oberistjägermeisterei Ansbach und unterstand dem Fürstentum Ansbach direkt. Unter der preußischen Verwaltung (1792–1806) des Fürstentums Ansbach erhielt der Wasenmeisterei die Hausnummer 499 des Ortes Schwabach.
Von 1797 bis 1808 unterstand der Ort dem Justiz- und Kammeramt Schwabach. Im Rahmen des Gemeindeedikts wurde Wasenmeisterei dem 1808 gebildeten Steuerdistrikt Schwabach und der 1818 gebildeten Stadt II. Klasse Schwabach zugeordnet. Der Ort wurde in einer topographischen Karte des Jahres 1951 letztmals verzeichnet und ist mittlerweile überbaut.

## Einwohnerentwicklung
| Jahr      | 001818 | 001836 | 001840 | 001861 | 001871 | 001885 |
| Einwohner | 7      | 12     | 12     | *      | 5      | 12     |
| Häuser    | 2      | 1      | 1      |        |        | 1      |
| Quelle    | [ 6 ]  | [ 7 ]  | [ 8 ]  | [ 9 ]  | [ 10 ] | [ 11 ] |

## Religion
Wasenmeisterei war evangelisch-lutherisch geprägt und in die Stadtkirche St. Johannes und St. Martin (Schwabach) gepfarrt.